# Нольде, Борис Эммануилович
Барон Борис Эммануилович Нольде (27 декабря 1876, Санкт-Петербург — 28 мая 1948, Лозанна, Швейцария) — русский юрист, специалист в области международного права, историк.

## Семья и образование
Родился в семье барона Эммануила Юльевича Нольде и его первой жены Марии Васильевны Екимовой. Выпускник Первой Санкт-Петербургской классической гимназии (окончил в 1894 году с золотой медалью). Окончил юридический факультет Санкт-Петербургского университета (1899). Ученик профессора Ф. Ф. Мартенса, крупнейшего российского юриста-международника. В 1899—1901 оставлен для приготовления к профессорскому званию при университете по кафедре международного права. Магистр международного права (1905; тема диссертации: «Постоянно нейтральное государство: Юридическое исследование»).

## Юрист и дипломат
- В 1903—1919 — экстраординарный профессор международного права Санкт-Петербургского политехнического университета.
- В 1905—1908 — преподаватель международного права Санкт-Петербургских Высших женских курсов.
- В 1908—1917 — профессор международного права Санкт-Петербургских Высших женских курсов.
- В 1908—1917 — преподаватель энциклопедии права Александровского лицея.
- В 1907—1914 — юрисконсульт Министерства иностранных дел (МИД).
- В 1914—1916 — директор юридической секции МИД.
- В 1916—1917 — директор 2-го департамента МИД.

Участник Второй конференции мира в Гааге 1907 года, Лондонской морской конференции (1908—1909), конференций по Шпицбергенскому вопросу (1910—1912), Парижской балканской финансовой комиссии (1913). Являлся членом Института международного права и Постоянной палаты Третейского суда в Гааге.

Теоретик международного права (проблемы международного общего и международного частного права), историк русской дипломатии, специалист в области русского государственного права. Сторонник позитивистской школы в международном праве. Публиковал научные работы во многих изданиях, таких как: «Право», «Журнал Министерства юстиции», «Вестник Европы», «Известия Санкт-Петербургского политехнического института», «Вестник права», «Вестник гражданского права». По словам русского политического и общественного деятеля М. В. Вишняка, 
 Нольде был учёным, как говорится, — Божьей милостью. Он был первоклассным юристом, обладал острым аналитическим умом, огромными знаниями, живым интересом и «вкусом» к проблемам права. И писал он отличным, простым сжатым и точным, элегантным языком.

## Политик
Придерживался либеральных политических взглядов, участвовал в деятельности Конституционно-демократической партии (Партии народной свободы). Во время Февральской революции 1917 года участвовал в подготовке манифеста великого князя Михаила Александровича об отречении от престола и передаче всей власти до созыва Учредительного собрания Временному правительству.
В марте-мае 1917 года занимал пост товарища министра иностранных дел (при министре П. Н. Милюкове). Был членом Юридического совещания Временного правительства и Особого совещания по выработке закона о выборах в Учредительного собрания. В октябре 1917 года вошёл в состав Временного совета Российской республики (Предпарламента).
Во время переговоров в Бресте предложил советскому правительству свои услуги в переговорах. На тот момент Нольде считал, что международно-политическая программа большевиков была единственной соответствующей истинному положению дел.
Весной 1918 года вошёл в антибольшевистскую организацию «Правый центр», в этот период разочаровался в сотрудничестве со странами Антанты и стал придерживаться германской ориентации. Оказался в этом вопросе в меньшинстве в кадетской партии. До весны 1919 года читал лекции на кафедре международного права в Петроградском университете и в Морской академии.

## Эмигрант
Летом 1919 года эмигрировал в Финляндию, осенью участвовал в переговорах с финляндским правительством от имени правительства А. В. Колчака. Затем переехал в Париж, с 1920 года входил в состав Парижской группы партии кадетов. Был одним из организаторов русского отделения при Сорбонне, деканом Русского юридического факультета при Институте славяноведения (Париж), соредактором журнала «Право и хозяйство» (1925). Председатель Главного управления Российского Красного Креста (Париж), Юридического общества в Париже, член Центрального бюро Комитета съездов русских юристов за границей.
Преподавал на Зарубежных высших военно-научных курсах в Париже, в университетах Франции, Бельгии, Голландии, публиковал статьи, учебники, монографии на русском, немецком, французском и английском языках. Занимался как юридическими, так и историческими исследованиями (в частности, автор книги о славянофиле Юрии Самарине).
Во время Второй мировой войны жил во Франции, поддерживал Движение Сопротивления, за заслуги в этот период был награждён орденом Почётного легиона. С 1947 года был председателем Института международного права.

## Семья
- Первая жена — Александра Андреевна урождённая Искрицкая (10.05.1880—1933), сестра Михаила Искрицкого (1876—1948)[3].
  - Сын — Борис (25 сентября 1903, Санкт-Петербург — 20 сентября 1987, Париж)[3][4]
  - Сын — Андрей (7 ноября (24 октября) 1905—22 января 1987, Париж)[3], жена, с 1934 г. — Ирина Павловна Андреева, дочь С. Н. Андрониковой.
  - Сын — Эммануил (25 ноября 1909—?)[3]
- Вторая жена — Ольга Александровна Терещенко (1896—?), дочь А. Н. Терещенко и Елизаветы Владимировны, урождённой Хлоповой (1862—1932), первым браком Ольга была за Розенбергом.
- Сестра — Екатерина (19 декабря 1879—около 1940), первый муж Беккер, второй раз замужем за Борисом Германовичем Кнатцем (10.01.1878-?)[3]

## Труды

### На русском языке
- Постоянно нейтральное государство: Юрид. исслед. барона Б. Э. Нольде, доц. С.-Петерб. политехн. ин-та. — Санкт-Петербург: тип. М. М. Стасюлевича, 1905. — XIV, 618 с.
- Очерк международного частного права / Бар. Б. Э. Нольде, экстраорд. проф. С.-Петерб. политехн. ин-та. — Юрьев: тип. К. Маттисена, 1908. — 133 с.
  - Очерк международного частного права. // Международное право в систематическом изложении / Франц Лист (Franz von List), проф. Берлин. ун-та; Пер. с 5 нем. изд. под ред. [и с предисл.] проф. В. Э. Грабаря; С доп. ред. и Очерком частного международного права, сост. проф. бар. Б. Э. Нольде. — 2-е рус. изд., соверш. перераб. — Юрьев (Дерпт): тип. К. Маттисена, 1909. — XX, 581, [3], CLXXXIV с.
- Очерки русского государственного права / Бар. Б. Э. Нольде, проф. С.-Петерб. политехн. ин-та имп. Петра Великого. — Санкт-Петербург: тип. «Правда», 1911. — [8], 554 с.
  - [Рецензия] Ивановский И. А. Отзыв о сочинении барона Б. Э. Нольде: «Очерки русского государственного права». С.-Пб. 1911 г., с. 554, составленный засл. проф. И. А. Ивановским. — Петроград: тип. Имп. Акад. наук, 1916. — 43 с
- Внешняя политика: Ист. очерки / Бар. Б. Э. Нольде. — Петроград: Юрид. кн. скл. «Право», 1915. — [8], 264 с.
- Начало войны: Опыт дипломатической истории / Бар. Б. Э. Нольде. — Москва; Петроград: Рус. мысль, 1915 (Москва). — 40 с.
- Организация народного хозяйства воюющей Германии / Бар. Б. Э. Нольде. — Петроград: тип. т-ва «Обществ. польза», 1916. — 48 с.
- Национальный вопрос в России: [Докл., чит. на IX Делегат. съезде Партии нар. свободы, 24 июля 1917 г.] / Бар. Б. Э. Нольде. — Петроград: Партия нар. свободы, 1917. — 8 с.
- Учредительное собрание и его задачи: [Речь в собр. граждан г. Ранненбурга, Рязан. губ. 14 авг. 1917 г.] / Б. Э. Нольде. — Петроград: Огни, 1917. — 32 с.
- Петербургская миссия Бисмарка: 1859/1862. Прага, 1925.
- Юрий Самарин и его время / Барон Б. Э. Нольде. — Paris: Soc. anonyme Impr. de Navarre, 1926. — 240 с. (Переиздание — М., 2003.)
  - … — Paris: YMCA-Press, 1978. — 241 с. — (Новая сер. переизд.).
- Далекое и близкое: Ист. очерки / Барон Б. Э. Нольде. — Париж: Соврем. зап., 1930. — 278, [6] с. pdf
- История формирования Российской империи / Б. Э. Нольде; пер. с фр — СПб.: 2013. — 848 с.

### На других языках
- Le règne de Lénine. Paris, 1920.
- Le Code civil des Soviets. 1923.
- Les etapes historiques de la codification legislative de droit international privé. 1927.
- L’Ancien Régime et la Révolution Russe. Paris. 1928.
- L’alliance franco-russe: Les origines du systeme diplomatique d’avantguerre. Paris, 1936.
- La codification de droit international privé. 1936.
- La formation de l’empire russe: études, notes et documents. 2 vols. Paris: Institut d’Etudes slaves, 1952. Pp. 273, 405.
- Die petersburger Mission Bismarcks, 1859—1862. Leipzig, 1936.
- Russia in the Economic War. Yale University Press, 1928.
  - Россия в экономической войне. / Пер. с англ. Аллы Белых; под научной редакцией Андрея Белых. — М.: Издательство Института Гайдара, 2024. — 380 с. ISBN 978-5-93255-675-7